# Turn It Up (singel Paris Hilton)
Turn It Up – wydany 15 sierpnia 2006 roku, drugi singel promujący debiutancki album Paris Hilton zatytułowany Paris. Kawałek wyprodukował Scott Storch.

## Lista utworów
- Maxi CD single

1. "Turn It Up"
2. "Turn It Up" [DJ Dan's Hot 2 Trot Edit]
3. "Turn It Up" [Paul Oakenfold Remix]
4. "Turn It Up" [DJ Dan's Hot 2 Trot Dub]
5. "Turn It Up" [DJ Dan's Hot 2 Trot Vocals]
6. "Turn It Up" [Peter Rauhofer Does Paris]
7. "Turn It Up" [Peter Rauhofer Turns It Up]

- iTunes Digital download single

1. "Turn It Up" [Paul Oakenfold Remix Edit]
2. "Turn It Up" [DJ Dan's Hot 2 Trot Edit]
3. "Turn It Up" [DJ Dan's Hot 2 Trot Dub Edit]
4. "Turn It Up" [Peter Rauhofer Does Paris Edit]
5. "Turn It Up" [Peter Rauhofer Turns It Up Edit]

## Listy przebojów
| Lista (2006)                           | Najwyżej |
| -------------------------------------- | -------- |
| U.S. Billboard Hot Dance Club Play     | 1        |
| U.S. Billboard Hot Dance Singles Sales | 3        |
| U.S. Billboard Hot Singles Sales       | 8        |